# Campeonato Dinamarquês de Patinação Artística no Gelo
O Campeonato Dinamarquês de Patinação Artística no Gelo (em dinamarquês:  Danske Mesterskaber) é uma competição nacional anual de patinação artística no gelo da Dinamarca. Os patinadores competem em quatro eventos, individual masculino, individual feminino, duplas e dança no gelo. 
A competição determina os campeões nacionais e os representantes da Dinamarca em competições internacionais como Campeonato Mundial, Campeonato Mundial Júnior, Campeonato Europeu e os Jogos Olímpicos de Inverno.

## Edições
| Ano        | Edição               | Cidade sede          | Sênior               | Sênior               | Sênior               | Sênior               | Ref                  |
| Ano        | Edição               | Cidade sede          | M                    | F                    | P                    | D                    | Ref                  |
| ---------- | -------------------- | -------------------- | -------------------- | -------------------- | -------------------- | -------------------- | -------------------- |
| 1912       | 1.ª                  |                      | •                    | •                    | •                    | –                    | [ 1 ]                |
| 1913– 1916 | Não houve competição | Não houve competição | Não houve competição | Não houve competição | Não houve competição | Não houve competição | Não houve competição |
| 1917       | 2.ª                  |                      | •                    | •                    | •                    | –                    | [ 1 ]                |
| 1918– 1921 | Não houve competição | Não houve competição | Não houve competição | Não houve competição | Não houve competição | Não houve competição | Não houve competição |
| 1922       | 3.ª                  |                      | •                    | •                    | –                    | –                    | [ 1 ]                |
| 1923       | Não houve competição | Não houve competição | Não houve competição | Não houve competição | Não houve competição | Não houve competição | Não houve competição |
| 1924       | 4.ª                  |                      | •                    | •                    | –                    | –                    | [ 1 ]                |
| 1925– 1928 | Não houve competição | Não houve competição | Não houve competição | Não houve competição | Não houve competição | Não houve competição | Não houve competição |
| 1929       | 5.ª                  |                      | •                    | •                    | •                    | –                    | [ 1 ]                |
| 1930– 1939 | Não houve competição | Não houve competição | Não houve competição | Não houve competição | Não houve competição | Não houve competição | Não houve competição |
| 1940       | 6.ª                  |                      | •                    | •                    | •                    | –                    | [ 1 ]                |
| 1941       | 7.ª                  |                      | •                    | •                    | •                    | –                    | [ 1 ]                |
| 1942       | 8.ª                  |                      | •                    | •                    | •                    | –                    | [ 1 ]                |
| 1943– 1945 | Não houve competição | Não houve competição | Não houve competição | Não houve competição | Não houve competição | Não houve competição | Não houve competição |
| 1946       | 9.ª                  |                      | •                    | •                    | •                    | –                    | [ 1 ]                |
| 1947       | 10.ª                 |                      | •                    | •                    | •                    | –                    | [ 1 ]                |
| 1948       | 11.ª                 |                      | •                    | •                    | •                    | –                    | [ 1 ]                |
| 1949– 1953 | Não houve competição | Não houve competição | Não houve competição | Não houve competição | Não houve competição | Não houve competição | Não houve competição |
| 1954       | 12.ª                 |                      | •                    | •                    | •                    | –                    | [ 1 ]                |
| 1955       | 13.ª                 |                      | •                    | •                    | •                    | –                    | [ 1 ]                |
| 1956       | 14.ª                 |                      | •                    | •                    | •                    | –                    | [ 1 ]                |
| 1957– 1959 | Não houve competição | Não houve competição | Não houve competição | Não houve competição | Não houve competição | Não houve competição | Não houve competição |
| 1960       | 15.ª                 |                      | •                    | •                    | •                    | –                    | [ 1 ]                |
| 1961       | 16.ª                 |                      | •                    | •                    | •                    | –                    | [ 1 ]                |
| 1962       | 17.ª                 |                      | •                    | •                    | •                    | –                    | [ 1 ]                |
| 1963       | 18.ª                 |                      | •                    | •                    | •                    | –                    | [ 1 ]                |
| 1964       | 19.ª                 |                      | •                    | •                    | •                    | •                    | [ 1 ]                |
| 1965       | 20.ª                 |                      | •                    | •                    | •                    | •                    | [ 1 ]                |
| 1966       | 21.ª                 |                      | •                    | •                    | –                    | •                    | [ 1 ]                |
| 1967       | 22.ª                 |                      | •                    | •                    | –                    | •                    | [ 1 ]                |
| 1968       | 23.ª                 |                      | •                    | •                    | –                    | •                    | [ 1 ]                |
| 1969       | 24.ª                 |                      | •                    | •                    | –                    | •                    | [ 1 ]                |
| 1970       | 25.ª                 |                      | •                    | •                    | –                    | •                    | [ 1 ]                |
| 1971       | 26.ª                 |                      | •                    | •                    | –                    | •                    | [ 1 ]                |
| 1972       | 27.ª                 |                      | •                    | •                    | –                    | •                    | [ 1 ]                |
| 1973       | 28.ª                 |                      | •                    | •                    | –                    | •                    | [ 1 ]                |
| 1974       | 29.ª                 |                      | •                    | •                    | –                    | –                    | [ 1 ]                |
| 1975       | 30.ª                 |                      | •                    | •                    | –                    | –                    | [ 1 ]                |
| 1976       | 31.ª                 |                      | •                    | •                    | –                    | –                    | [ 1 ]                |
| 1977       | 32.ª                 |                      | •                    | •                    | –                    | –                    | [ 1 ]                |
| 1978       | 33.ª                 |                      | •                    | •                    | –                    | –                    | [ 1 ]                |
| 1979       | 34.ª                 |                      | –                    | •                    | –                    | –                    | [ 1 ]                |
| 1980       | 35.ª                 |                      | –                    | •                    | –                    | –                    | [ 1 ]                |
| 1981       | 36.ª                 |                      | •                    | •                    | –                    | –                    | [ 1 ]                |
| 1982       | 37.ª                 |                      | •                    | •                    | –                    | –                    | [ 1 ]                |
| 1983       | 38.ª                 |                      | •                    | •                    | –                    | –                    | [ 1 ]                |
| 1984       | 39.ª                 |                      | •                    | •                    | –                    | –                    | [ 1 ]                |
| 1985       | 40.ª                 |                      | •                    | •                    | –                    | –                    | [ 1 ]                |
| 1986       | 41.ª                 |                      | •                    | •                    | –                    | –                    | [ 1 ]                |
| 1987       | 42.ª                 |                      | •                    | •                    | –                    | –                    | [ 1 ]                |
| 1988       | 43.ª                 |                      | •                    | •                    | –                    | –                    | [ 1 ]                |
| 1989       | 44.ª                 |                      | •                    | •                    | –                    | –                    | [ 1 ]                |
| 1990       | 45.ª                 |                      | •                    | •                    | –                    | –                    | [ 1 ]                |
| 1991       | 46.ª                 |                      | •                    | •                    | –                    | –                    | [ 1 ]                |
| 1992       | 47.ª                 |                      | •                    | •                    | –                    | –                    | [ 1 ]                |
| 1993       | 48.ª                 |                      | •                    | •                    | –                    | –                    | [ 1 ]                |
| 1994       | 49.ª                 |                      | •                    | •                    | –                    | –                    | [ 1 ]                |
| 1995       | 50.ª                 |                      | •                    | •                    | –                    | –                    | [ 1 ]                |
| 1996       | 51.ª                 |                      | •                    | •                    | –                    | –                    | [ 1 ]                |
| 1997       | 52.ª                 |                      | •                    | •                    | –                    | –                    | [ 1 ]                |
| 1998       | 53.ª                 |                      | •                    | •                    | –                    | –                    | [ 1 ]                |
| 1999       | 54.ª                 | Aarhus               | •                    | •                    | –                    | •                    | [ 1 ]                |
| 2000       | 55.ª                 | Hørsholm             | •                    | •                    | –                    | –                    | [ 1 ]                |
| 2001       | 56.ª                 | Aalborg              | •                    | •                    | –                    | –                    | [ 2 ]                |
| 2002       | 57.ª                 |                      | •                    | •                    | –                    | –                    | [ 3 ]                |
| 2003       | 58.ª                 | Herning              | •                    | •                    | –                    | –                    | [ 4 ]                |
| 2004       | 59.ª                 | Herlev               | •                    | •                    | –                    | –                    | [ 5 ]                |
| 2005       | 60.ª                 |                      | •                    | •                    | –                    | –                    | [ 6 ]                |
| 2006       | 61.ª                 | Tårnby               | •                    | •                    | –                    | –                    | [ 7 ]                |
| 2007       | 62.ª                 | Frederikshavn        | •                    | •                    | –                    | –                    | [ 8 ]                |
| 2008       | 63.ª                 | Gladsaxe             | •                    | •                    | –                    | –                    | [ 9 ]                |
| 2009       | 64.ª                 | Esbjerg              | •                    | •                    | –                    | –                    | [ 10 ]               |
| 2010       | 65.ª                 | Rødovre              | •                    | •                    | –                    | •                    | [ 11 ]               |
| 2011       | 66.ª                 | Aarhus               | •                    | •                    | –                    | •                    | [ 12 ]               |
| 2012       | 67.ª                 | Hvidovre             | •                    | •                    | –                    | –                    | [ 13 ]               |
| 2013       | 68.ª                 | Aalborg              | •                    | •                    | –                    | –                    | [ 14 ]               |
| 2014       | 69.ª                 | Herlev               | •                    | •                    | –                    | •                    | [ 15 ]               |
| 2015       | 70.ª                 | Herning              | •                    | •                    | –                    | •                    | [ 16 ]               |
| 2016       | 71.ª                 | Tårnby               | •                    | •                    | –                    | –                    | [ 17 ]               |
| 2017       | 72.ª                 | Vojens               | –                    | •                    | –                    | –                    | [ 18 ]               |
| 2018       | 73.ª                 | Hørsholm             | –                    | •                    | –                    | •                    | [ 19 ]               |

## Lista de medalhistas

### Individual masculino
| Evento                        | Ouro                                      | Prata                                     | Bronze                                    |
| 1912                          | H. Meincke                                | ?                                         | ?                                         |
| 1913–1916                     | Não houve competição                      | Não houve competição                      | Não houve competição                      |
| 1917                          | Holger Thiel                              | ?                                         | ?                                         |
| 1918–1921                     | Não houve competição                      | Não houve competição                      | Não houve competição                      |
| 1922                          | Peter Sørensen                            | ?                                         | ?                                         |
| 1923                          | Não houve competição                      | Não houve competição                      | Não houve competição                      |
| 1924                          | Peter Sørensen                            | ?                                         | ?                                         |
| 1925–1928                     | Não houve competição                      | Não houve competição                      | Não houve competição                      |
| 1929                          | Peter Sørensen                            | ?                                         | ?                                         |
| 1930–1939                     | Não houve competição                      | Não houve competição                      | Não houve competição                      |
| 1940                          | Per Cock-Clausen                          | ?                                         | ?                                         |
| 1941                          | Per Cock-Clausen                          | ?                                         | ?                                         |
| 1942                          | Per Cock-Clausen                          | ?                                         | ?                                         |
| 1943–1945                     | Não houve competição                      | Não houve competição                      | Não houve competição                      |
| 1946                          | Per Cock-Clausen                          | ?                                         | ?                                         |
| 1947                          | Per Cock-Clausen                          | ?                                         | ?                                         |
| 1948                          | Per Cock-Clausen                          | ?                                         | ?                                         |
| 1949–1953                     | Não houve competição                      | Não houve competição                      | Não houve competição                      |
| 1954                          | Per Cock-Clausen                          | ?                                         | ?                                         |
| 1955                          | Per Cock-Clausen                          | ?                                         | ?                                         |
| 1956                          | Per Cock-Clausen                          | ?                                         | ?                                         |
| 1957–1959                     | Não houve competição                      | Não houve competição                      | Não houve competição                      |
| 1960                          | Per Cock-Clausen                          | ?                                         | ?                                         |
| 1961                          | Per Cock-Clausen                          | ?                                         | ?                                         |
| 1962                          | Per Cock-Clausen                          | ?                                         | ?                                         |
| 1963                          | Per Cock-Clausen                          | ?                                         | ?                                         |
| 1964                          | Arne Hoffmann                             | ?                                         | ?                                         |
| 1965                          | Arne Hoffmann                             | ?                                         | ?                                         |
| 1966                          | Arne Hoffmann                             | ?                                         | ?                                         |
| 1967                          | Arne Hoffmann                             | ?                                         | ?                                         |
| 1968                          | Arne Hoffmann                             | ?                                         | ?                                         |
| 1969                          | Preben Lindenkrone Sørensen               | ?                                         | ?                                         |
| 1970                          | Arne Hoffmann                             | ?                                         | ?                                         |
| 1971                          | John Ferdinandsen                         | ?                                         | ?                                         |
| 1972                          | John Ferdinandsen                         | ?                                         | ?                                         |
| 1973                          | Preben Lindenkrone Sørensen               | ?                                         | ?                                         |
| 1974                          | Preben Lindenkrone Sørensen               | ?                                         | ?                                         |
| 1975                          | Flemming Søderquist                       | ?                                         | ?                                         |
| 1976                          | Flemming Søderquist                       | ?                                         | ?                                         |
| 1977                          | Flemming Søderquist                       | ?                                         | ?                                         |
| 1978                          | Jan Glerup                                | ?                                         | ?                                         |
| 1979–1980                     | Não houve disputa do individual masculino | Não houve disputa do individual masculino | Não houve disputa do individual masculino |
| 1981                          | Fini Ravn                                 | ?                                         | ?                                         |
| 1982                          | Todd Sand                                 | ?                                         | ?                                         |
| 1983                          | Todd Sand                                 | ?                                         | ?                                         |
| 1984                          | Lars Dresler                              | ?                                         | ?                                         |
| 1985                          | Lars Dresler                              | ?                                         | ?                                         |
| 1986                          | Lars Dresler                              | ?                                         | ?                                         |
| 1987                          | Lars Dresler                              | ?                                         | ?                                         |
| 1988                          | Lars Dresler                              | ?                                         | ?                                         |
| 1989                          | Henrik Walentin                           | ?                                         | ?                                         |
| 1990                          | Henrik Walentin                           | ?                                         | ?                                         |
| 1991                          | Henrik Walentin                           | ?                                         | ?                                         |
| 1992                          | Michael Tyllesen                          | ?                                         | ?                                         |
| 1993                          | Michael Tyllesen                          | ?                                         | ?                                         |
| 1994                          | Michael Tyllesen                          | ?                                         | ?                                         |
| 1995                          | Johnny Rønne Jensen                       | ?                                         | ?                                         |
| 1996                          | Michael Tyllesen                          | ?                                         | ?                                         |
| 1997                          | Michael Tyllesen                          | ?                                         | ?                                         |
| 1998 (detalhes)               | Johnny Rønne Jensen                       | Lasse Bech                                | nenhum outro competidor                   |
| Aarhus 1999 (detalhes)        | Johnny Rønne Jensen                       | Tem Lylloff                               | nenhum outro competidor                   |
| Hørsholm 2000 (detalhes)      | Michael Tyllesen                          | Johnny Rønne Jensen                       | Lasse Bech                                |
| Aalborg 2001 (detalhes)       | Peter Bækgaard Kjær                       | nenhum outro competidor                   | nenhum outro competidor                   |
| 2002 (detalhes)               | Peter Bækgaard Kjær                       | nenhum outro competidor                   | nenhum outro competidor                   |
| Herning 2003 (detalhes)       | Peter Bækgaard Kjær                       | Michael Felding                           | nenhum outro competidor                   |
| Herlev 2004 (detalhes)        | Michael Felding                           | nenhum outro competidor                   | nenhum outro competidor                   |
| 2005 (detalhes)               | Michael Felding                           | Nicolai Siersted                          | nenhum outro competidor                   |
| Tårnby 2006 (detalhes)        | Michael Felding                           | nenhum outro competidor                   | nenhum outro competidor                   |
| Frederikshavn 2007 (detalhes) | Nicolai Siersted                          | nenhum outro competidor                   | nenhum outro competidor                   |
| Gladsaxe 2008 (detalhes)      | Justus Strid                              | nenhum outro competidor                   | nenhum outro competidor                   |
| Esbjerg 2009 (detalhes)       | Justus Strid                              | Jesper Thræntoft Kristiansen              | nenhum outro competidor                   |
| Rødovre 2010 (detalhes)       | Justus Strid                              | nenhum outro competidor                   | nenhum outro competidor                   |
| Aarhus 2011 (detalhes)        | Justus Strid                              | nenhum outro competidor                   | nenhum outro competidor                   |
| Hvidovre 2012 (detalhes)      | Justus Strid                              | nenhum outro competidor                   | nenhum outro competidor                   |
| Aalborg 2013 (detalhes)       | Justus Strid                              | Keiran Araza                              | nenhum outro competidor                   |
| Herlev 2014 (detalhes)        | Justus Strid                              | Keiran Araza                              | nenhum outro competidor                   |
| Herning 2015 (detalhes)       | Keiran Araza                              | nenhum outro competidor                   | nenhum outro competidor                   |
| Tårnby 2016 (detalhes)        | Keiran Araza                              | nenhum outro competidor                   | nenhum outro competidor                   |
| 2017–2018                     | Não houve disputa do individual masculino | Não houve disputa do individual masculino | Não houve disputa do individual masculino |

### Individual feminino
| Evento                        | Ouro                       | Prata                         | Bronze                    |
| 1912                          | Gerda Iversen              | ?                             | ?                         |
| 1913–1916                     | Não houve competição       | Não houve competição          | Não houve competição      |
| 1917                          | Alice Krayenbühl           | ?                             | ?                         |
| 1918–1921                     | Não houve competição       | Não houve competição          | Não houve competição      |
| 1922                          | Alice Krayenbühl           | ?                             | ?                         |
| 1923                          | Não houve competição       | Não houve competição          | Não houve competição      |
| 1924                          | Alice Jeppesen             | ?                             | ?                         |
| 1925–1939                     | Não houve competição       | Não houve competição          | Não houve competição      |
| 1940                          | Esther Kolni               | ?                             | ?                         |
| 1941                          | Esther Kolni               | ?                             | ?                         |
| 1942                          | Esther Kolni               | ?                             | ?                         |
| 1943–1945                     | Não houve competição       | Não houve competição          | Não houve competição      |
| 1946                          | Eva Meistrup               | ?                             | ?                         |
| 1947                          | Esther Kolni               | ?                             | ?                         |
| 1948                          | Eva Meistrup               | ?                             | ?                         |
| 1949–1953                     | Não houve competição       | Não houve competição          | Não houve competição      |
| 1954                          | Eva Meistrup               | ?                             | ?                         |
| 1955                          | Bente Palle Sørensen       | ?                             | ?                         |
| 1956                          | Eva Meistrup               | ?                             | ?                         |
| 1957–1959                     | Não houve competição       | Não houve competição          | Não houve competição      |
| 1960                          | Ayoe Bardram               | ?                             | ?                         |
| 1961                          | Eva Petersen               | ?                             | ?                         |
| 1962                          | Eva Petersen               | ?                             | ?                         |
| 1963                          | Hanne Flygenring           | ?                             | ?                         |
| 1964                          | Marianne Bæk               | ?                             | ?                         |
| 1965                          | Marianne Bæk               | ?                             | ?                         |
| 1966                          | Jette Vad                  | ?                             | ?                         |
| 1967                          | Jette Vad                  | ?                             | ?                         |
| 1968                          | Jette Vad                  | ?                             | ?                         |
| 1969                          | Jette Vad                  | ?                             | ?                         |
| 1970                          | Kirsten Frikke             | ?                             | ?                         |
| 1971                          | Kirsten Frikke             | ?                             | ?                         |
| 1972                          | Kirsten Frikke             | ?                             | ?                         |
| 1973                          | Hanne Jensen               | ?                             | ?                         |
| 1974                          | Hanne Jensen               | ?                             | ?                         |
| 1975                          | Jeanette Mingon            | ?                             | ?                         |
| 1976                          | Jeanette Mingon            | ?                             | ?                         |
| 1977                          | Jeanette Mingon            | ?                             | ?                         |
| 1978                          | Jeanette Mingon            | ?                             | ?                         |
| 1979                          | Heidi Bartelsen            | ?                             | ?                         |
| 1980                          | Heidi Bartelsen            | ?                             | ?                         |
| 1981                          | Heidi Bartelsen            | ?                             | ?                         |
| 1982                          | Anette Nygaard             | ?                             | ?                         |
| 1983                          | Hanne Gamborg              | ?                             | ?                         |
| 1984                          | Hanne Gamborg              | ?                             | ?                         |
| 1985                          | Connie Sjøholm Jørgensen   | ?                             | ?                         |
| 1986                          | Tina Hegner                | ?                             | ?                         |
| 1987                          | Connie Sjøholm Jørgensen   | ?                             | ?                         |
| 1988                          | Anisette Torp-Lind         | ?                             | ?                         |
| 1989                          | Anisette Torp-Lind         | ?                             | ?                         |
| 1990                          | Anisette Torp-Lind         | ?                             | ?                         |
| 1991                          | Anisette Torp-Lind         | ?                             | ?                         |
| 1992                          | Anisette Torp-Lind         | ?                             | ?                         |
| 1993                          | Anisette Torp-Lind         | ?                             | ?                         |
| 1994                          | Anisette Torp-Lind         | ?                             | ?                         |
| 1995                          | Maria Fuglsang             | ?                             | ?                         |
| 1996                          | Maria Fuglsang             | ?                             | ?                         |
| 1997                          | Julia Sandsten             | ?                             | ?                         |
| 1998 (detalhes)               | Veronika Krogh             | Marie Louise Deistler         | Kristine Kierkgaard       |
| Aarhus 1999 (detalhes)        | Maria Louise Deistler      | Maria Fenger Jensen           | Line Rohde Petersen       |
| Hørsholm 2000 (detalhes)      | Mikkeline Kierkgaard       | Maria Louise Deistler         | Maria Fenger Jensen       |
| Aalborg 2001 (detalhes)       | Sarah Nymand               | Rikke Kjer Petersen           | Line Rohde Petersen       |
| 2002 (detalhes)               | Christina Lykke Kristensen | Maria Louise Deistler         | Helle Larsen              |
| Herning 2003 (detalhes)       | Pernille Holkjær           | Christina Sørensen            | Maria Kjær                |
| Herlev 2004 (detalhes)        | Christina Lykke Kristensen | Pernille Holkjær              | Irina Babenko             |
| 2005 (detalhes)               | Christina Sørensen         | nenhuma outra competidora     | nenhuma outra competidora |
| Tårnby 2006 (detalhes)        | Natasha Lee Dann           | Irina Babenko                 | nenhum outra competidora  |
| Frederikshavn 2007 (detalhes) | Natasha Lee Dann           | Malene Svensson               | nenhum outra competidora  |
| Gladsaxe 2008 (detalhes)      | Maria Lykke Kristensen     | Irina Babenko                 | Mette Pedersen            |
| Esbjerg 2009 (detalhes)       | Karina Sinding Johnson     | Maria Lykke Kristensen        | Mia Brix                  |
| Rødovre 2010 (detalhes)       | Karina Sinding Johnson     | Sofie Castler                 | Maria Lykke Kristensen    |
| Aarhus 2011 (detalhes)        | Karina Sinding Johnson     | Sofie Castler                 | Louise Wessberg           |
| Hvidovre 2012 (detalhes)      | Karina Sinding Johnson     | Signe Hygum Jakobsen          | Sofie Castler             |
| Aalborg 2013 (detalhes)       | Anita Anderberg Madsen     | Karina Sinding Johnson        | Signe Hygum Jacobsen      |
| Herlev 2014 (detalhes)        | Anita Anderberg Madsen     | Daria Podtelejnikova          | Signe Hygum Jacobsen      |
| Herning 2015 (detalhes)       | Pernille Sørensen          | Daria Podtelejnikova          | nenhuma outra competidora |
| Tårnby 2016 (detalhes)        | Daria Podtelejnikova       | não houve medalhista de prata | nenhuma outra competidora |
| Vojens 2017 (detalhes)        | Emma Frida Andersen        | Emma Louise Jensen            | Malene Andersen           |
| Hørsholm 2018 (detalhes)      | Pernille Sørensen          | Emma Frida Andersen           | Malene Andersen           |

### Duplas
| Evento    | Ouro                          | Prata                       | Bronze                      |
| 1912      | Inger Morville Folmer Søgaard | ?                           | ?                           |
| 1913–1916 | Não houve competição          | Não houve competição        | Não houve competição        |
| 1917      | Fru Quinlan Rudi Syrig        | ?                           | ?                           |
| 1918–1928 | Não houve competição          | Não houve competição        | Não houve competição        |
| 1929      | Fru Quinlan Rudi Syrig        | ?                           | ?                           |
| 1930–1939 | Não houve competição          | Não houve competição        | Não houve competição        |
| 1940      | Inger Weitzman Harry Meistrup | ?                           | ?                           |
| 1941      | Inger Weitzman Harry Meistrup | ?                           | ?                           |
| 1942      | Inger Weitzman Harry Meistrup | ?                           | ?                           |
| 1943–1945 | Não houve competição          | Não houve competição        | Não houve competição        |
| 1946      | Grethe Fischer Alf Refer      | ?                           | ?                           |
| 1947      | Inger Weitzman Alf Refer      | ?                           | ?                           |
| 1948      | Eva Meistrup Harry Meistrup   | ?                           | ?                           |
| 1949–1953 | Não houve competição          | Não houve competição        | Não houve competição        |
| 1954      | Eva Meistrup Harry Meistrup   | ?                           | ?                           |
| 1955      | Ayoe Bardram Alf Refer        | ?                           | ?                           |
| 1956      | Ayoe Bardram Alf Refer        | ?                           | ?                           |
| 1957–1959 | Não houve competição          | Não houve competição        | Não houve competição        |
| 1960      | Ayoe Bardram Alf Refer        | ?                           | ?                           |
| 1961      | Ayoe Bardram Alf Refer        | ?                           | ?                           |
| 1962      | Lisa Reith Nielsen Alf Refer  | ?                           | ?                           |
| 1963      | Ayoe Bardram Alf Refer        | ?                           | ?                           |
| 1964      | Pia Møller Jørgen Hansen      | ?                           | ?                           |
| 1965      | Ayoe Bardram Alf Refer        | ?                           | ?                           |
| 1966–2018 | Não houve disputa de duplas   | Não houve disputa de duplas | Não houve disputa de duplas |

### Dança no gelo
| Evento                   | Ouro                                        | Prata                                       | Bronze                             |
| 1964                     | Hanne Sønderup Jørgen Svendsen              | ?                                           | ?                                  |
| 1965                     | Hanne Sønderup Jørgen Svendsen              | ?                                           | ?                                  |
| 1966                     | Hanne Sønderup Jørgen Svendsen              | ?                                           | ?                                  |
| 1967                     | Jette Steinhauer Leif Steinhauer            | ?                                           | ?                                  |
| 1968                     | Vivi Christiansen Kurt Poulsen              | ?                                           | ?                                  |
| 1969                     | Vivi Christiansen Kurt Poulsen              | ?                                           | ?                                  |
| 1970                     | Vivi Christiansen Kurt Poulsen              | ?                                           | ?                                  |
| 1971                     | Vivi Poulsen Kurt Poulsen                   | ?                                           | ?                                  |
| 1972                     | Vivi Poulsen Kurt Poulsen                   | ?                                           | ?                                  |
| 1973                     | Vivi Poulsen Kurt Poulsen                   | ?                                           | ?                                  |
| 1974–1998                | Não houve disputa de dança no gelo          | Não houve disputa de dança no gelo          | Não houve disputa de dança no gelo |
| Aarhus 1999 (detalhes)   | Annemette Poulsen David Blazek              | nenhum outro competidor                     | nenhum outro competidor            |
| 2000–2009                | Não houve disputa de dança no gelo          | Não houve disputa de dança no gelo          | Não houve disputa de dança no gelo |
| Rødovre 2010 (detalhes)  | Katelyn Good Nikolaj Sørensen               | Stephanie Baadsgaard Snider Athur Goncharov | nenhum outro competidor            |
| Aarhus 2011 (detalhes)   | Stephanie Baadsgaard Snider Athur Goncharov | nenhum outro competidor                     | nenhum outro competidor            |
| 2012–2013                | Não houve disputa de dança no gelo          | Não houve disputa de dança no gelo          | Não houve disputa de dança no gelo |
| Herlev 2014 (detalhes)   | Laurence Fournier Beaudry Nikolaj Sørensen  | nenhum outro competidor                     | nenhum outro competidor            |
| Herning 2015 (detalhes)  | Laurence Fournier Beaudry Nikolaj Sørensen  | nenhum outro competidor                     | nenhum outro competidor            |
| 2016–2017                | Não houve disputa de dança no gelo          | Não houve disputa de dança no gelo          | Não houve disputa de dança no gelo |
| Hørsholm 2018 (detalhes) | Laurence Fournier Beaudry Nikolaj Sørensen  | nenhuma outra competidora                   | nenhuma outra competidora          |

### Dança no gelo solo
| Evento                   | Ouro         | Prata                     | Bronze                    |
| Hørsholm 2018 (detalhes) | Aya Mølgaard | nenhuma outra competidora | nenhuma outra competidora |